# Импичмент Юн Сок Ёля
4 декабря 2024 года шесть оппозиционных партий представили в Национальное собрание законопроект об импичменте президенту Республики Корея Юн Сок Ёлю после объявления им военного положения днём ранее. Предложение об импичменте было вынесено на парламентское голосование 7 декабря 2024 года, но провалилось, поскольку число присутствовавших законодателей не соответствовало кворуму, необходимому для его принятия, из-за бойкота со стороны правящей партии «Сила народа». По результатам второго голосования 14 декабря президенту объявлен импичмент, после чего разбирательство перешло в Конституционный суд. 4 апреля 2025 года суд единогласным решением поддержал импичмент Юна, отстранив его от должности. Досрочные президентские выборы должны состояться в течение 60 дней после вынесения решения.

## Процедура импичмента
Процедура импичмента изложена в 10-й Конституции Республики Корея, принятой в 1987 году. Статья 65, пункт 1, определяет, что Национальное собрание может объявить импичмент президенту, премьер-министру или другим государственным должностным лицам, если они нарушают Конституцию или другие законы при исполнении служебных обязанностей.
Для принятия предложения об импичменте необходимо, чтобы за него проголосовало две трети членов парламента — 200 депутатов из 300. После принятия предложения президент немедленно отстраняется от исполнения обязанностей до вынесения решения Конституционным судом. Импичмент ограничивается только отстранением от государственной должности, без дополнительных санкций, налагаемых в ходе этого процесса.
Согласно Закону о Конституционном суде, принятому в 1988 году, Суд должен вынести окончательное решение в течение 180 дней после получения дела для рассмотрения, включая дела об импичменте. Если ответчик уже покинул свой пост до вынесения решения, дело отклоняется. Шесть из девяти судей должны проголосовать за отстранение президента, но из-за трёх вакансий, на момент принятия законопроекта, все шесть судей должны будут проголосовать за его отстранение. Остаётся неясным, будет ли суд рассматривать дело при вакансиях.
За всю историю страны только один президент, Пак Кын Хе, была отстранена от должности в результате импичмента в 2017 году. Но Му Хён был отстранен от должности в 2004 году, но Конституционный суд вынес решение против его отстранения, позволив ему остаться на своем посту.
Если Национальное собрание проголосует за импичмент президента Юна, он будет немедленно отстранен от своих обязанностей, а премьер-министр Хан Док Су возьмёт на себя исполнение обязанностей президента. Если Юн уйдёт в отставку или будет отстранён Конституционным судом, досрочные президентские выборы пройдут в течение следующих 60 дней, то есть примерно в начале 2025 года. Премьер-министр продолжит исполнять обязанности президента до выборов.

## Предыстория
3 декабря президент Юн Сок Ёль объявил военное положение в Республике Корея, заявив, что оно необходимо для защиты страны от антигосударственных сил. Военные и полицейские силы попытались помешать законодателям войти в зал заседаний Национального собрания, что привело к столкновениям между полицией и военными с одной стороны, протестующими и помощниками депутатов с другой. Все 190 членов Собрания, присутствовавших в зале, единогласно проголосовали за отмену военного положения, в результате чего президент Юн официально отменил его около 04:00 (по корейскому времени) 4 декабря.

## Обвинения
Национальное собрание, выступающее на процессе в Конституционном суде в качестве стороны обвинения, выдвинуло пять обвинений против Юн Сок Ёля. Если судьи определят, что хотя бы одно из обвинений представляет собой серьёзное нарушение Конституции или закона, они должны вынести решение в пользу импичмента.
| № | Обвинение                                                       | Суть обвинения |
| - | --------------------------------------------------------------- | --- |
| 1 | Требования к объявлению военного положения                      | Ключевым пунктом спора было то, соответствовала ли внутренняя ситуация 3 декабря конституционному порогу чрезвычайного положения в стране для введения режима военного положения. |
| 2 | Конституционность указа о введении военного положения           | Ключевым вопросом было то, соответствовало ли объявление военного положения надлежащим правовым процедурам. Объявление военного положения требует предварительного обсуждения кабинетом министров. Однако заседание кабмина состоялось непосредственно перед объявлением Юна о введении военного положения, начавшись в 22:17 и закончившись всего через пять минут. Не было никаких официальных объявлений об открытии или закрытии заседания, не было никакой процедуры представления повестки дня, не велись протоколы и не было собрано подписей членов правительства. |
| 3 | Воспрепятствование парламентской деятельности                   | Указ о введении военного положения содержал пункт о том, что «вся политическая деятельность, включая деятельность Национального собрания, местных советов, политических партий, политических организаций, митингов и протестов, запрещена». Он также включал положения о цензуре СМИ и публикаций, запрете на забастовки и штрафы для студентов-медиков, которые не вернулись в учебные заведения. Некоторые гражданские свободы действительно могут быть ограничены в условиях военного положения, но Конституция не допускает приостановки парламентской деятельности.   |
| 4 | Попытка ареста законодателей                                    | Национальное собрание утверждало, что в предполагаемом списке ареста значились несколько видных политиков, в том числе лидер оппозиционной «Демократической партии» депутат Ли Чжэ Мён, бывший лидер правящей «Силы народа» Хан Дон Хун, спикер Национального собрания У Вон Сик, бывший лидер «Корейской инновационной партии» Чо Гук и лидер фракции «Демократической партии» депутат Пак Чан Дэ. |
| 5 | Попытка взятия под контроль Национальной избирательной комиссии | Отправка Юном войск в Национальную избирательную комиссию (НИК) — независимый конституционный орган — без ордера с целью задержания сотрудников и изъятия цифровых записей. |

Изначально обвинений было шесть, однако 3 января 2025 года Национальное собрание исключило обвинения в мятеже из оснований для импичмента, чтобы сосредоточиться на нарушениях конституции, связанных с объявлением военного положения, а не на предъявлении уголовных обвинений, для ускорения дела. Юридическая группа Национального собрания заявила: «Определение виновности или невиновности в отношении обвинения в мятеже будет проведено и доказано в уголовном суде».

## Ход импичмента

### Первая попытка
| Выбор                                             | Голосов                         | Партийная разбивка |
| ------------------------------------------------- | ------------------------------- | --- |
| За                                                | 195 из 300 Голоса не подсчитаны | • Демократическая партия (170) • Корейская инновационная партия (12) • Сила народа (3) • Прогрессивная партия (3) • Партия новых реформ (3) • Независимые (2) • Партия базового дохода (1) • Социал-демократическая партия (1) |
| Против                                            |                                 | |
| Воздержались                                      |                                 | |
| Недействительные голоса                           |                                 | |
| Не голосовали                                     | 105 из 300                      | • Сила народа (105) |
| Подсчёт голосов отменён из-за отсутствия кворума. |                                 | |

Все шесть оппозиционных партий — «Демократическая партия», «Корейская инновационная партия», «Партия новых реформ», «Прогрессивная партия», «Партия базового дохода» и «Социал-демократическая партия» — представили законопроект об импичменте президенту Юну на пленарном заседании Национального собрания 4 декабря. Голосование было назначено на 19:00 7 декабря.
После чрезвычайного заседания правящей партии «Сила народа» её лидер Хан Дон Хун первоначально объявил о единодушном несогласии партии с попытками импичмента. Однако 6 декабря Хан сообщил, что партия получила доказательства, указывающие на то, что Юн приказал Ё Ин Хёну, командующему военной контрразведкой, арестовать ключевых политиков страны, включая самого Хана, по «антигосударственным обвинениям» во время военного положения и содержать их в Квачхоне. Это побудило Хан Дон Хуна призвать Юна «как можно скорее приостановить свои обязанности» и предупредить, что граждане могут оказаться в «большой опасности», если Юн останется на своём посту.
Если все оппозиционные парламентарии проголосуют за это предложение, то для достижения порога, необходимого для начала судебного разбирательства в Конституционном суде, потребуется всего 8 голосов от «Силы народа». Руководство правящей партии публично объявило о своём несогласии с продолжением президентства Юна, но отказались голосовать за импичмент.
Пленарное заседание по импичменту президенту открылось в 17:00 7 декабря. Все депутаты от правящей «Силы народа», кроме Ан Чхоль Су, покинули зал заседаний. Ким Йе Джи и двое других законодателей покинувших зал, позже вернулись. Ким Сан Ук вернулся, чтобы проголосовать, однако голосовал против импичмента. Протестующие попытались заблокировать выходы из зала заседаний Национального собрания, когда законодатели от «Силы народа» уходили, называя их «трусами» и призывая проголосовать. Депутат от «Корейской инновационной партии» Ким Джун Хён сказал, что, по его мнению, голосование продлится не позднее чем до 00:00 8 декабря, при том что крайний срок для голосования — 00:48. В 21:20 спикер парламента У Вон Сик отклонил голосование из-за отсутствия кворума — проголосовали 195 депутатов, при необходимом минимуме в 200 парламентариев.

### Вторая попытка
| Выбор                        | Голосов    | Партийная разбивка |
| ---------------------------- | ---------- | --- |
| За                           | 204 из 300 | • Демократическая партия (170) • Сила народа (12) • Корейская инновационная партия (12) • Прогрессивная партия (3) • Партия новых реформ (3) • Независимые (2) • Партия базового дохода (1) • Социал-демократическая партия (1) |
| Против                       | 85 из 300  | • Сила народа (85) |
| Воздержались                 | 3 из 300   | • Сила народа (3) |
| Недействительные голоса      | 8 из 300   | • Сила народа (8) |
| Не голосовали                | 0 из 300   | |
| Импичмент Юн Сок Ёлю принят. |            | |

Второе голосование парламентариев по предложению об импичменте президенту было намечено на 14 декабря. 12 декабря «Демократическая партия» внесла новое ходатайство об импичменте президента. Партия представит предложение на пленарном заседании 13 декабря, а на следующий день в 17:00 поставит его на голосование. К этому моменту 7 депутатов от правящей «Силы народа» заявили, что будут голосовать за импичмент, а лидер «Силы народа» Хан Дон Хун поддержал импичмент после телеобращения президента Юна, в котором последний оправдывал введение военного положения и отказался уходить в отставку.
13 декабря оппозиция официально представила в Национальном собрании второе ходатайство об импичменте президенту Юн Сок Ёлю. Планировалось как и в прошлый раз в 17:00 14 декабря поставить вопрос на голосование, однако спикер парламента У Вон Сик перенёс начало на 16:00. В новое ходатайство было добавлено утверждение о том, что войска военного положения и полиция под руководством президента пытались арестовать законодателей, а обвинения против первой леди Ким Кон Хи наоборот были исключены.
14 декабря перед голосованием по импичменту, правящая партия «Сила народа» продолжала многочасовое собрание для выработки позиции. В результате было решено выступить против импичмента Юна, но не бойкотировать голосование. После 16:00, в присутствии только шести членов «Силы народа», спикер У Вон Сик объявил о начале голосования. Около 16:50 спикер У объявил, что все 300 членов Национального собрания проголосовали и начался подсчёт голосов. Во время подсчёта голосов сотни тысяч протестующих пели «Марш за наших любимых», гимн в память о погибших во время восстания в Кванджу, и песню «Into the New World» группы Girls' Generation, которая использовалась во время импичмента Пак Кын Хе. В 17:00 спикер У огласил результаты, что большинством в 204 из 300 законодателей Национальное собрание проголосовало за импичмент.

### Рассмотрение дела в Конституционном суде
| Выбор | Голосов | Судьи |
| --- | ------- | --- |
| За | 8 из 9  | • Мун Хён Бэ • Ли Ми Сон • Ким Хён Ду • Чон Чон Ми • Чон Хён Сик • Ким Бок Хён • Чо Хан Чан • Чон Ге Сон |
| Против                                                                                                   | 0 из 9  | 0 из 9                                                                                                   |
| Судья не назначен                                                                                        | 1 из 9  | 1 из 9                                                                                                   |
| Конституционный суд единогласно поддержал импичмент, окончательно отстранив Юна от должности президента. |         | |

14 декабря в 18:15 резолюция об импичменте Юна была представлена председателем Законодательного и судебного комитета Национального собрания Чон Чон Рэ в Конституционный суд. Мун Хён Бэ, исполняющий обязанности председателя Конституционного суда, заявил, что созовёт заседание судей в 10 часов утра 16 декабря, и пообещал провести «быстрый и справедливый» судебный процесс. В 19:24 президент Юн Сок Ёль был официально отстранён от обязанностей.
16 декабря Конституционный суд заявил, что проведёт первые подготовительные слушания по импичменту президента Юн Сок Ёля 27 декабря в 14:00, что положит начало судебным процедурам по его импичменту. Кроме того, Суд назначил Чон Хён Сика председательствующим по делу об импичменте. «Корейская инновационная партия» призвала судью Чона взять самоотвод, так как он был номинирован и назначен обвиняемым Юном. 17 декабря судья Ким Хён Ду сообщил, что Конституционный суд направил в канцелярию президента Юна резолюцию Национального собрания об импичменте и другие документы через курьера, экспресс-почту и электронную систему, а 18 декабря суд затребовал у Юн Сок Ёля представить указ о военном положении, а также протоколы двух заседаний Кабинета министров, проведенных до и после объявления военного положения. Из-за отказа Службы безопасности президента от сотрудничества, Конституционный суд вновь направил уведомление об импичменте в офис президента 19 декабря. При этом суд оставил за собой право принять решение о том, будет ли считаться, что уведомление было доставлено Юну. 23 декабря суд постановил считать, что документы были доставлены Юн Сок Ёлю, несмотря на его постоянные отказы получать судебные уведомления.
5 января 2025 года Конституционный суд назначил даты проведения пяти судебных слушаний по делу об импичменте Юна. Первое слушание запланировано на 14 января. Остальные четыре сессии запланированы на 16, 21 и 23 января, а также 4 февраля. При этом юридический советник Юн Сок Ёля Юн Гап Гын заявил: «Президент планирует приехать в подходящий день и изложить свою позицию».
Первое слушание, начавшееся в 14:00 14 января, закончилось спустя 4 минуты после начала, в связи с неявкой Юн Сок Ёля в Конституционный суд. Адвокат Юна, Юн Гап Гын заявил, что президент пропустит первую сессию, сославшись на проблемы безопасности и возможность задержания. При этом второе и последующие слушания, согласно действующему законодательству, состоятся и в отсутствие Юна. 15 января Юн Сок Ёль был задержан, однако и после этого он не явился на второе слушание стартовавшее без него 16 января в 14:00. Комитет по расследованию импичмента Национального собрания во главе с депутатом Чон Чон Рэ выступал в качестве обвинения на процессе. Парламентарии утверждали, что Юна следует незамедлительно отстранить от должности, поскольку он не пригоден для исполнения обязанностей президента, ссылаясь на его нежелание поддерживать конституционный порядок. Кроме того, Комитет утверждал, что объявление военного положения Юном не соответствовало правовым требованиям и процедурам. Защита Юна утверждала, что введение военного положения было законным осуществлением президентской власти и что это не являлось мятежом. Юристы Юна также заявили, что первый пункт указа о военном положении — запрет любой политической деятельности, включая деятельность Национального собрания, местных органов власти и политических партий — стал результатом «ошибки» бывшего министра обороны Ким Ён Хёна, скопировавшего эти фразы из более ранних деклараций о военном положении, изданных во время военного режима 1980-х годов, когда президент имел право распускать парламент.
Президент Юн был конвоирован на третье слушание по делу об импичменте, которое началось в 14:00 21 января. На заседании суда он заявил, что «жил с твёрдой верой в либеральную демократию». Юн также отрицал, что отдал приказ войскам «вытаскивать» законодателей из Национального собрания во время военного положения и что передал министру финансов Чхве Сан Моку записку с просьбой составить бюджет для «чрезвычайного законодательного органа». Отстранённый президент попытался защитить утверждения о том, что фальсификация выборов была основной причиной объявления им военного положения, заявив, что он просто отдал приказ проверить компьютерные серверы Национальной избирательной комиссии на фоне подозрений относительно честности выборов. По окончании слушания в 16:42, Юн и сопровождающие его машины выехали из здания суда и направились в окружной госпиталь Вооружённых сил, а в 21:09 президент вернулся в Сеульский центр заключения. Адвокат Юн Гап Гын сообщил журналистам: «Врач рекомендовал Юну лечение месяц назад, и откладывать его больше было нельзя, поэтому он получил его сегодня».
23 января слушания по делу об импичменте продолжились. В качестве свидетеля со стороны Юна был вызван бывший министр обороны Ким Ён Хён, который попытался взять на себя значительную ответственность за введение военного положения. Ким рассказал, что он рекомендовал введение военного положения, сыграл ключевую роль в его реализации и написал противоречивую записку Чхве Сан Моку, призывающую к созданию чрезвычайного законодательного органа в условиях военного положения. Во время слушания Юн Сок Ёль задал Киму несколько вопросов об указе о военном положении. Конституционный суд также назначил дополнительные слушания на 4, 6, 11 и 13 февраля.
4 февраля на пятом официальном слушании по делу об импичменте Юн заявил, что приказал направить войска в офисы Национальной избирательной комиссии (НИК) во время военного положения, поскольку подозревает НИК в фальсификации выборов. При этом он продолжил отвергать обвинения в том, что он приказал арестовать или вывести депутатов из Национального собрания в ночь на 4 декабря. Бывший глава Командования обороны столицы Ли Джин У заявил, что он не получал приказов от Юна или Ким Ён Хёна помешать законодателям проголосовать за отмену военного положения. Бывший глава Командования контрразведки Ё Ин Хён также присутствовал на заседании, но отказался давать показания. Однако бывший первый заместитель директора Национальной разведывательной службы Хон Чан Вон сообщил на слушаниях, что Юн позвонил ему и приказал арестовать ряд политиков. Хон позвонил Ё и узнал, что задержанию подлежат 14–16 человек.
На слушании 6 февраля бывший глава Командования специальных операций армии генерал-лейтенант Квак Чон Гын сообщил, что Юн приказал вывести из Национального собрания именно законадателей, а не агентов (в корейском языке эти два слова похожи), как ранее заявлял бывший министр обороны Ким Ён Хён. Глава 707-й группы специального назначения Командования специальных операций армии полковник Ким Хён Тхэ, заявил, что ему было приказано оцепить и обеспечить безопасность здания Национального собрания, пока указ остаётся в силе. Он также вспомнил, что в телефонном разговоре с Кваком, тот спросил, могут ли они пройти дальше, «поскольку там не может быть больше 150 человек». Ким сказал, что в то время он не знал, что означает число 150, но позже узнал, что это минимальное количество законодателей, необходимое для того, чтобы проголосовать против указа Юна о военном положении. Старший секретарь президента по экономическим вопросам Пак Чун Суп на слушании назвал стремление оппозиционной партии сократить государственный бюджет одной из причин объявления военного положения.
11 февраля состоялось седьмое слушание, на котором бывший министр внутренних дел Ли Сан Мин опровергал обвинения в том, что он отдал приказ отключить электроэнергию и воду основным средствам массовой информации — The Hankyoreh, Kyunghyang Shinmun, MBC и JTBC, а также агентству по опросам общественного мнения Flower Research. Однако он признал, что видел на столе Юна записку, озаглавленную «Глава Национального пожарного управления» и содержащую список названий СМИ и агентства по опросам общественного мнения. Советник Юна по национальной безопасности Син Вон Сик в своих показаниях заявил, что во время ужина с Юном и другими на президентской конспиративной квартире где-то между концом марта и началом апреля 2024 года президент упомянул о необходимости «исключительной меры». Свои показания также дали бывший третий заместитель директора Национальной разведывательной службы (НРС) Пэк Чон Ук и генеральный секретарь Национальной избирательной комиссии (НИК) Ким Ён Бин. Конституционный суд отклонил ходатайство юридической команды Юна о вызове отстранённого премьер-министра Хан Док Су и исполняющего обязанности командующего Командования военной контрразведки Ли Кён Мина для дачи показаний, после чего адвокат Юна Юн Гап Гын обвинил суд в нарушении Закона о Конституционном суде и в проведении незаконного и несправедливого судебного разбирательства. Он также пригрозил «принять важное решение, если так будет продолжаться».
В ходе восьмого заседания Конституционного суда 13 февраля состоялся допрос директора Национальной разведывательной службы Чо Тэ Ёна, который подверг сомнению показания своего заместителя Хон Чан Вона, но подтвердил существование списка лиц для ареста. Начальник первого командования безопасности из состава Командования сил обороны столицы Чо Сон Хён в своих показаниях заявил, что получил приказ о проникновении в здание парламента и выводе из него законодателей от тогдашнего командующего силами столичной обороны Ли Джин У. Бывший начальник полицейского управления Сеула Ким Бон Сик в ходе допроса заявил, что не получал приказа от Юна о блокировании парламента, и что он не помнит подробностей разговора с Юн Сок Ёлем, состоявшегося перед введением военного положения. Кроме того, он признал получение 3 декабря от тогдашнего министра обороны Ким Ён Хёна документа, который предположительно являлся инструкцией для полиции. Конституционный суд назначил дополнительные слушания по импичменту на 18 февраля.
Во время девятого слушания 18 февраля Юн покинул зал заседаний после того, как адвокаты посчитали его присутствие излишним. Обвинение и защита обобщили свои аргументы. Суд также отклонил апелляцию адвокатов Юна об отсрочке слушания 20 февраля из-за конфликта расписания с первым предварительным слушанием по уголовному делу Юна, который обвиняется в мятеже. Однако суд согласился отодвинуть начало слушания на час. Суд также выдал повестку Чо Джи Хо, который отказался давать показания в качестве свидетеля в третий раз, сославшись на проблемы со здоровьем.
Десятое слушание состоялось 20 февраля. Юн вновь покинул зал, сославшись на то, что неуместно, чтобы президент наблюдал за дачей показаний премьер-министром Хан Док Су. Однако он вернулся, как только Хан закончил. В ходе слушания Хан рассказал, что члены кабинета министров были обеспокоены планами Юна объявить военное положение и пытались отговорить его от этого, отрицая при этом заявления бывшего министра обороны Ким Ён Хёна о том, что некоторые члены поддержали этот план. Он также указал на то, что объявление военного положения не соответствовало конституционным и правовым процедурам, и усомнился в том, было ли заседание кабинета 3 декабря надлежащим. Бывший комиссар национальной полиции Чо Чжи Хо, который наконец появился на суде, отказался отвечать на большинство заданных ему вопросов, сославшись на связанный с этим его уголовный процесс. Позже суд назначил окончательное слушание по импичменту на 25 февраля.
На финальном слушании 25 февраля Юн заявил, что «сожалеет и благодарен народу». Он также пообещал добиваться политических реформ и пересмотра конституции, чтобы изменить нынешнюю президентскую систему, если его импичмент будет отменён, добавив, что выполнение таких обещаний может привести к тому, что он покинет должность до окончания своего срока. В то же время он продолжал отрицать обвинения в мятеже и обвинения во вмешательстве в дела Национального собрания. Он также продолжал защищать введение военного положения, заявляя, что оно было призвано привлечь общественность к деятельности «имперской оппозиционной партии», и обвинил последнюю в эксплуатации опыта предыдущих военных положений для «возбуждения общественного страха». Ли Кван Бом, один из адвокатов обвинения, сравнил Юна с предыдущими президентами страны, включая Пак Чон Хи и Чон Ду Хвана, добавив, что объявление Юном военного положения было «диктатурой». Судебный процесс завершился в общей сложности 11 слушаниями, проведёнными в течение 73 дней. Всего 16 человек дали показания в качестве свидетелей.
12 марта правительство ввело бесполётную зону в радиусе 1 морской мили от Конституционного суда. Национальное агентство полиции также заявило, что объявит о своём протоколе безопасности самого высокого уровня в день, когда суд будет выносить вердикт по импичменту Юна.

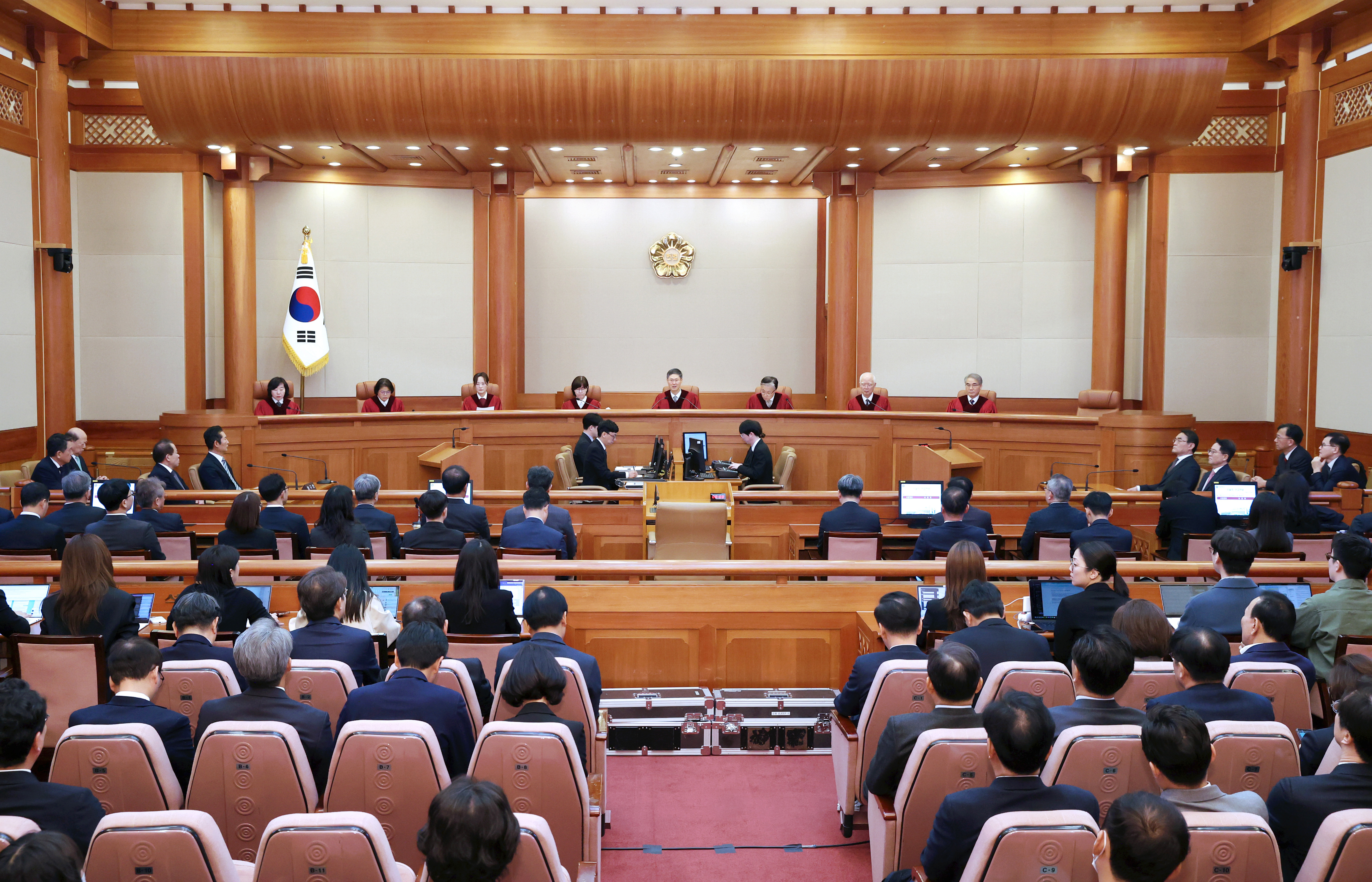
Исполняющий обязанности председателя Конституционного суда Мун Хён Бэ (в центре) оглашает решение суда об отстранении Юна от должности, 4 апреля 2025 года.

1 апреля Конституционный суд объявил, что вынесет свой вердикт в 11:00 4 апреля. В ответ на это несколько площадок и мероприятий, запланированных в Сеуле на указанную дату, были закрыты, отменены или отложены. Национальное собрание также усилило меры безопасности, ограничив вход посторонних, а правящая «Сила народа» и оппозиционная «Демократическая партия» отдали чрезвычайные распоряжения своим членам оставаться в здании парламента. Около 96 370 человек подали заявки на 20 доступных мест для зрителей, чтобы присутствовать на вынесении вердикта в суде, что стало самым большим числом заявителей, желающих попытаться присутствовать на процедуре импичмента в Корее. 3 апреля было задействовано 14 000 сотрудников полиции, был объявлен второй уровень реагирования на чрезвычайную ситуацию. Городские автобусы были перенаправлены, а дополнительные силы полиции были направлены на основные административные объекты. В день вынесения решения уровень реагирования на чрезвычайную ситуацию был повышен до первого, что позволило задействовать 100% полиции.
4 апреля Конституционный суд единогласно постановил отстранить Юн Сок Ёля от должности президента. Решение вступило в силу в 11:22 утра по корейскому времени. Исполняющий обязанности председателя Конституционного суда Мун Хён Бэ заявил, что Юн не следовал процедурам объявления военного положения. Он также заявил, что Юн «пошёл против тех, кого он должен был защищать» и «нанёс ущерб политическим правам людей». Приговор был вынесен через 122 дня после объявления военного положения и через 111 дней после его импичмента Национальным собранием.
В приговоре, который имел длину в 114 страниц, упоминалось предательство Юном общественного доверия и серьёзные нарушения закона и Конституции. Суд отстранил Юна от должности на основании следующих нарушений, допущенных во время военного положения 3–4 декабря:
| № | Нарушение | Суть нарушения |
| - | --- | --- |
| 1 | Не было ситуации чрезвычайного характера, требовавшей введения военного положения                                             | Политический тупик или подозрения в фальсификации выборов из-за осуществления Национальным собранием своих полномочий, о которых заявляет Юн, должны были быть разрешены политическими, институциональными и судебными средствами, а не путем мобилизации военных сил. Утверждение Юна о том, что военное положение было задумано как «предупреждение» или «призыв к общественности о тирании оппозиционной партии и национальном кризисе» не устроило суд, так как такие цели не являются законными основаниями для объявления военного положения, как это предусмотрено в Законе о военном положении.         |
| 2 | При введении военного положения нарушены процессуальные требования, изложенные в Конституции и Законе о военном положении     | Юн не объяснил конкретные детали военного положения командующему военным положением или членам кабинета министров, а также не дал членам Кабинета возможности высказать своё мнение. Таким образом, не было обсуждения относительно объявления военного положения. Юн объявил военное положение, не получив подписей премьер-министра Хана и соответствующих членов Кабинета. Кроме того, он не объявил публично, когда будет введено военное положение, в каких районах страны, а также кто будет командующим военным положением. Наконец, Юн не уведомил Национальное собрание о введении военного положения. |
| 3 | Вмешательство в полномочия Национального собрания по отмене военного положения                                                | Развёртывание военных и полиции для блокирования входа членам парламента в здание Национального собрания и приказ вытащить их наружу нарушили конституционное положение, которое предоставляет Собранию право требовать отмены военного положения. Юн также нарушил права законодателей на обсуждение и голосование, а также их право на иммунитет от ареста. |
| 4 | Нарушение свободы деятельности политических партий                                                                            | Юн Сок Ёль обратился к первому заместителю директора Национальной разведывательной службы Хон Чан Вону с просьбой отслеживать местонахождение его политических оппонентов для проведения возможных арестов. |
| 5 | Нарушение политического нейтралитета армии и обязанностей главнокомандующего в соответствии с Конституцией                    | Использование военных подразделений в политических целях для блокирования функций и осуществления власти Национальным собранием привело к прямому конфликту солдат с гражданским населением. |
| 6 | Нарушение конституционных прав, предусматривающих партийную систему, представительную демократию и принцип разделения властей | Указ о военном положении, запретивший деятельность Национального собрания, региональных парламентов и политических партий, нарушил Конституцию страны. |
| 7 | Нарушение основных политических прав людей, прав на коллективные действия, свободу выбора профессии и т. д.                   | Были нарушены положения Конституции и Закона о военном положении, которые устанавливают требования к ограничению основных прав в условиях военного положения, а также принцип требования ордера. |
| 8 | Несанкционированный обыск и изъятие без ордера в Национальной избирательной комиссии и нарушение её независимости             | Приказ Юна министру обороны Киму мобилизовать войска для проверки компьютерных систем Национальной избирательной комиссии (НИК), рейд в НИК, конфискация телефонов дежурных сотрудников НИК, съёмка компьютерных систем НИК нарушили независимость избиркома. Проведение обыска и изъятие в НИК без ордера нарушило принцип требования ордера. Суд также добавил, что НИК ранее уже приняла меры по предотвращению фальсификаций на выборах перед последними парламентскими выборами 2024 года. |
| 9 | Нарушение независимости судебной системы, выслеживание и планирование арестов бывших судей                                    | Попытки отслеживания местонахождения с целью возможного ареста бывшего председателя Верховного суда Ким Мён Су и бывших судей Верховного суда, таких как Квон Сун Ир (бывший председатель НИК), который недавно вышел на пенсию, создали давление на действующих судей, предполагая, что они могут быть арестованы исполнительной властью в любое время. |

В результате окончательного решения Конституционного суда Юн потерял свой президентский иммунитет, что сделало его уязвимым для уголовных обвинений. Судебный процесс над ним по обвинению в мятеже должен начаться 14 апреля. После отстранения от должности в связи с импичментом Юн также лишается права баллотироваться на государственные должности в Корее в течение пяти лет в соответствии с конституцией. Помимо этого, Юн больше не будет иметь права на вспомогательный персонал, включая официальных помощников или водителя, и не будет иметь права на пенсию в размере 95% от зарплаты президента. Он также потерял право быть похороненным на национальном кладбище. Однако Юн продолжит пользоваться защитой службы безопасности в соответствии с Законом о почётном обращении с бывшими президентами. Мера безопасности распространяется также на первую леди Ким Кон Хи. Охрана гарантируется на 5 лет и может быть продлена до 10 лет, если начальник службы безопасности сочтёт это необходимым. Если же Юн будет арестован в ходе уголовного расследования, действие этих мер защиты будет приостановлено на время его содержания под стражей.

## Последствия

### После первой попытки голосования в парламенте
Депутат от правящей «Силы народа» Ким Сан Ук, вернувшийся в зал заседаний, чтобы проголосовать против импичмента, заявил об уходе из политики. Лидер фракции «Сила народа» в Национальном собрании Чу Гён Хо объявил о своей отставке. Председатель политического комитета «Силы народа» Ким Сан Хун также заявил о своей отставке.
Перед голосованием президент Юн публично извинился за объявление им военного положения и заявил, что покинет правящую партию, чтобы самостоятельно решать вопрос о своём сроке полномочий и стабилизации положения в государстве. Премьер-министр Хан Док Су пообещал приложить все усилия для стабилизации ситуации после того, как предложение об импичменте президенту Юн Сок Ёлю было отклонено. 8 декабря премьер-министр Хан Док Су и лидер правящей «Силы народа» Хан Дон Хун объявили, что президент Юн Сок Ёль будет фактически отстранён от государственных дел, которые на себя возьмёт премьер-министр в тесной координации с партией «Сила народа». Подобный план был подвергнут критике, как антиконституционные действия.
Лидер «Демократической партии» Ли Чжэ Мён заявил, что объявит импичмент Юну любой ценой после того, как первое предложение об импичменте было отклонено из-за отсутствия кворума. Лидеры «Корейской инновационной партии» Чо Гук и «Партии новых реформ» Хо Ын А также резко раскритиковали срыв правящей партией голосования по импичменту и призвали немедленно арестовать президента.

### После второй попытки голосования в парламенте
После успешного голосования за импичмент 14 декабря, Служба безопасности президента взяла под охрану премьер-министра Хан Док Су, который стал исполняющим обязанности президента. Его первым указанием стало распоряжение исполняющему обязанности министра обороны Ким Сон Хо об усилении мер безопасности. Он поручил председателю Объединённого комитета начальников штабов адмиралу Ким Мён Су сохранять «твёрдую» позицию безопасности, основанную на союзе с Соединёнными Штатами, сославшись на возможность того, что КНДР воспримет текущую ситуацию как «уязвимый» момент в безопасности Юга и начнёт совершать провокации. Хан также поручил министру иностранных дел Чо Дэ Ёлю поддерживать тесные связи с крупными странами и активно информировать их об отсутствии изменений во внешней политике страны. В своих инструкциях министру финансов Чхве Сан Моку Хан призвал к созданию круглосуточной системы мониторинга, чтобы минимизировать потенциальное влияние политической ситуации на экономику и принять меры экстренного реагирования в случае необходимости. Исполняющему обязанности министра внутренних дел Ко Ки Дону поручил поддерживать общественный порядок, сославшись на возможность роста преступности из-за политической ситуации.
После принятия парламентом импичмента, пять членов Высшего совета партии «Сила народа» подали в отставку. Такая ситуация автоматически приводит к роспуску Высшего совета партии и формированию Комитета по чрезвычайному реагированию во главе с председателем, исполняющим обязанности лидера партии. Утром 16 декабря во время пресс-конференции лидер «Силы народа» Хан Дон Хун заявил, что уходит в отставку из-за распада Высшего совета партии. Исполнение обязанностей председателя партии перешло к лидеру парламентской фракции и стороннику отстранённого президента Юна Квон Сон Дону.

### Импичмент исполняющего обязанности президента

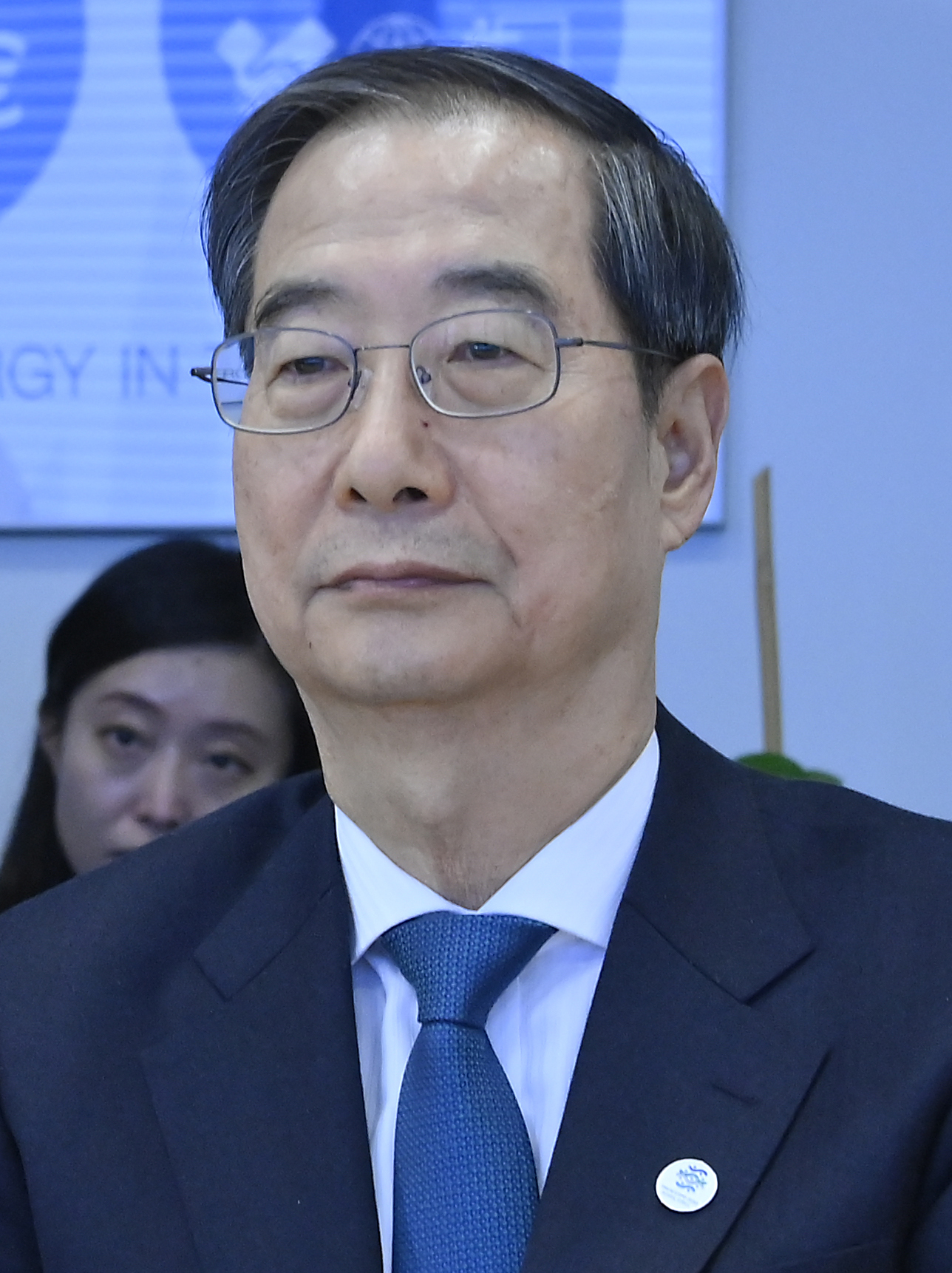
Исполняющий обязанности президента Хан Док Су.

В случае, если оппозиция будет добиваться ещё и импичмента премьер-министра Хан Док Су (утверждается, что он также несёт ответственность за введение военного положения), то исполнение обязанностей будет передано далее первому заместителю премьер-министра — министру финансов Чхве Сан Моку. 15 декабря лидер «Демократической партии» Ли Чжэ Мён заявил, что не будет добиваться импичмента Хан Док Су, чтобы не допустить путаницы в государственных делах. Однако 24 декабря «Демократическая партия» заявила, что подаст ходатайство об импичменте исполняющему обязанности президента Хан Док Су, так как он отказался выполнить требование партии об обнародовании специальных законопроектов о расследовании в отношении отстранённого президента Юн Сок Ёля и первой леди Ким Кон Хи. При этом партия выдвинула двухдневный ультиматум, заявив, что сначала посмотрит, назначит ли Хан трёх судей Конституционного суда, после чего примет окончательное решение о его отстранении от должности.
26 декабря Национальное собрание проголосовало за назначение трёх кандидатов на пост судей Конституционного суда, но исполняющий обязанности президента Хан Док Су заявил, что не будет утверждать их пока соперничающие партии не придут к соглашению о том, имеет ли он полномочия делать это до вынесения решения об импичменте президенту Юн Сок Ёлю. В ответ «Демократическая партия» подала в тот же день ходатайство об импичменте Хана по 9 обвинениям и представила его на пленарном заседании. Голосование в парламенте было назначено на следующий день. При этом правила проведения самого голосования также являются предметом споров, так как предложение об импичменте президенту требует одобрения не менее двух третей членов Национального собрания — 200 из 300, тогда как предложение об импичменте премьер-министру (или министру) требует одобрения только большинства (151 голос из 300 законодателей). Оппозиция утверждает, что, поскольку премьер-министр лишь исполняет обязанности президента, то предложение требует поддержки 151 депутата. Правящая «Сила народа» утверждает, что, поскольку Хан является исполняющим обязанности президента, предложение должно соответствовать требованию кворума для импичмента президента. 27 декабря Национальное собрание проголосовало 192 голосами «за» импичмент премьер-министра Хан Док Су, который также исполнял обязанности президента Республики Корея. Однако 24 марта 2025 года Конституционный суд отклонил импичмент, восстановив Хана в должностях.

### Проблемы с рассмотрением импичмента в Конституционном суде
Согласно закону, окончательное решение по импичменту президенту Юн Сок Ёлю в течение 180 дней принимает Конституционный суд. Однако ситуация осложнена тем, что в Суде работает только шесть судей из девяти, а ещё три вакансии остаются незаполненными после выхода на пенсию бывших судей в октябре 2024 года. Согласно статье закона «О Конституционном суде», дело может быть рассмотрено в составе не менее семи судей. При этом председатель Корейской комиссии по коммуникациям Ли Джин Сук, которая была подвергнута импичменту парламентом в сентябре, подала ходатайство о судебном запрете на приостановление действия этого пункта, чтобы суд мог продолжить рассмотрение её дела об импичменте. Суд удовлетворил судебный запрет, временно приостановив действие пункта и разрешив пересмотр как её дела, так и других. Закон предусматривает, что для принятия решения об импичменте его должны одобрить не менее шести судей (в текущей ситуации с вакансиями — единогласно).
Оппозиционная «Демократическая партия» рекомендовала двух кандидатов на пост судьи, в то время как правящая «Сила народа» предложила ещё одного. Если Национальное собрание проведёт слушания по утверждению кандидатур и одобрит их, вакансии могут быть заполнены. Однако окончательное назначение остаётся за президентом. Поскольку Юн Сок Ёль отстранён от должности, то предполагается, что исполняющий обязанности президента Хан Док Су имеет право назначать новых судей. При этом оппозиция также пытается объявить Хану импичмент, утверждая, что он несёт ответственность за введение военного положения, поскольку он присутствовал на заседании Кабинета министров перед объявлением военного положения. Во время рассмотрения вопроса об импичменте президента Пак Кын Хе в 2017 году исполняющий обязанности президента Хван Гё Ан воздержался от назначения судьи для заполнения вакансии. Поэтому даже если Хан избежит импичмента, остаётся неизвестным, воспользуется ли он своими президентскими полномочиями для назначения судей.
15 декабря лидер «Демократической партии» Ли Чжэ Мён заявил, что не будет добиваться импичмента Хан Док Су. Кроме того, «Демократическая партия» считает, что исполняющий обязанности президента Хан может заполнить вакансии в Конституционном суде, назначив предложенных Национальным собранием судей. Однако «Сила народа» внезапно сменила свою позицию. Исполняющий обязанности председателя и лидер парламентской фракции «Силы народа» Квон Сон Дон заявил, что исполняющий обязанности президента имеет право назначить судью в случае отстранения президента от должности, но не в случае Юна, «чьи обязанности приостановлены». По мнению временного лидера партии, исполняющий обязанности президента не может назначить судью Конституционного суда, пока этим же судом не будет удовлетворено ходатайство об импичменте. Между тем лидер парламентской фракции «Демократической партии» Пак Чан Дэ назвал аргумент Квона «абсурдным заявлением». Он также добавил: «Согласно Конституции, президент назначает трёх судей, кандидатуры которых рекомендует Национальное собрание», подчеркнув, что назначение президента является формальным процедурным обязательством. Демократы объявили о своих планах провести слушания по утверждению кандидатур в судьи 23 и 24 декабря, после чего 30 декабря провести пленарное заседание для голосования по утверждению назначений.
18 декабря «Демократическая партия» провела первое заседание парламентского комитета для обсуждения вопроса утверждения трёх кандидатур в Конституционный суд. Депутаты от «Силы народа», включая председателя комитета Чон Чом Сика, не присутствовали на заседании в знак протеста. Вместо этого председателем комитета был избран депутат от демократов Пак Джи Вон. 23 и 24 декабря состоялись слушания по утверждению кандидатур трёх судей Конституционного суда. 26 декабря Национальное собрание проголосовало за назначение трёх кандидатов на пост судей Конституционного суда. Законопроект был принят парламентом 193 голосами против 0 за Ма Ын Хёка (выдвинут «Демократической партией»), 193 голосами против 1 за Чон Ге Сон (выдвинута «Демократической партией») и 185 голосами против 6 за Чо Хан Чана (выдвинут «Силой народа»). «Сила народа», за исключением депутатов Ким Сан Ука, Ким Йе Джи и Хан Зи А, бойкотировала голосование. Однако исполняющий обязанности президента Хан заявил, что не будет утверждать судей до тех пор, пока соперничающие партии не придут к соглашению о том, имеет ли он полномочия делать это до вынесения решения об импичменте президенту Юн Сок Ёлю. 27 декабря Хан Док Су был подвергнут импичменту за отказ назначать судей, новым исполняющим обязанности президента стал вице-премьер Чхве Сан Мок, который 31 декабря утвердил в качестве судей Конституционного суда Чон Ге Сон, выдвинутую «Демократической партией», и Чо Хан Чана, рекомендованного «Силой народа». При этом он отложил назначение Ма Ын Хёка, также выдвинутого «Демократической партией», до тех пор, пока соперничающие партии не придут к компромиссу. 
2 января 2025 года спикер парламента У Вон Сик предоставил документы и замечания руководителей двух ведущих партий страны, подтвердив, что правящая и оппозиционная партии ранее достигли соглашения по рекомендации трёх судей. 7 января «Демократическая партия» подала жалобу на исполняющего обязанности президента Чхве Сан Мока в Национальный следственный штаб Национального агентства полиции по обвинению в «неисполнении обязанностей» (ст. 122 УК РК) из-за задержки в запросе рекомендации постоянного специального прокурора, задержки в назначении Ма Ын Хёка судьёй Конституционного суда и за отказ от сотрудничества по вопросу задержания Юн Сок Ёля. 
24 января стало известно, что 3 февраля Конституционный суд по иску спикера У Вон Сика определит, является ли решение исполняющего обязанности президента Чхве Сан Мока отложить назначение судьи Ма конституционным. Однако 3 февраля Конституционный суд отложил вынесение решения о конституционности неназначения девятого судьи из-за возобновления устных прений 10 февраля по ходатайству временного президента Чхве Сан Мока. 27 февраля Конституционный суд постановил, что решение исполняющего обязанности президента Чхве Сан Мока отложить назначение судьи Ма Ын Хёка является неконституционным и нарушает права Национального собрания. На следующий день «Демократическая партия» отказалась присутствовать на трёхсторонней встрече между правительством и главными соперничающими партиями страны по вопросам пенсионной реформы, дополнительного бюджета, а также специального закона, освобождающего работников полупроводниковой промышленности от 52-часовой рабочей недели в Корее, раскритиковав Чхве Сан Мока за то, что он продолжает в нарушение конституции откладывать назначение девятого судьи Конституционного суда.

## Общественное мнение

Опрос общественного мнения об импичменте Юн Сок Ёля:

Опрос общественного мнения, проведенный Realmeter 4 декабря 2024 года, показал, что 73,4% респондентов поддержали импичмент Юна, а 24% выступили против. Также выяснилось, что 70% опрошенных посчитали действия Юна государственной изменой, а 25% считали иначе. По данным опроса, проведённого Realmeter 11 декабря, 74,8% опрошенных ответили, что Юн должен немедленно покинуть свой пост, либо уйдя в отставку, либо в результате импичмента. 16,2% поддержали «организованную» отставку, предложенную ранее правящей партией, но отвергнутую президентом 12 декабря, а ещё 9% не определились. Опрос Gallup Korea, опубликованный 13 декабря, показал, что импичмент Юна поддержали 75% респондентов, а против выступили 21%. Он также показал, что рейтинг одобрения президента Юн Сок Ёля упал до рекордно низкого уровня в 11%. Опрос, проведённый Hankook Research по заказу The Korea Times и опубликованный 31 декабря, показал, что 69% респондентов заявили, что суд должен поддержать ходатайство об импичменте. Ещё 28% заявили, что ходатайство должно быть отклонено, чтобы позволить Юну вернуться в должность.
К 10 декабря ряд k-pop исполнителей присоединились к призывам об импичменте президента. Среди поддержавших импичмент оказались бывшая участница Iz*One Ли Чэ Ён, Чхве Ён Джэ из бой-бэнда Got7, Чон У Ён из Ateez, Сон Хе Джу из Loossemble, певец Чон Се Ун и певица Ан Йе Ын. После успешного голосования в парламенте импичмент поддержали актёры Ли Дон Ук, Хо Сон Тхэ, Ли Джун Хёк, Сон Кан Хо, Ан Бо Хён и Ким Джэ Ук, актрисы Го Мин Си и Щин Со Юль, участница Girls' Generation и актриса Сохён, певцы Пак Хё Син и Ли Сын Хван, волейболистка Ким Ён Кён, певица IU, режиссёр Пон Джун Хо, певец и актёр P.O. Ультраправые активисты составили список знаменитостей, поддержавших импичмент, и отправили его в ЦРУ США.
11 декабря экс-президент Мун Чжэ Ин заявил, что его преемник Юн Сок Ёль не сможет избежать импичмента, отметив острую необходимость в «законном» исполняющем обязанности главы государства для ведения дипломатии и контроля над армией.